# Stadelhorn
Le Stadelhorn (littéralement « corne de Grange ») est un sommet des Alpes, à 2 286 m d'altitude, dans les Alpes de Berchtesgaden, et particulièrement le point culminant du chaînon du Reiter Alpe, entre l'Autriche (land de Salzbourg) et l'Allemagne (Bavière).